# Центр современного искусства Луиджи Печчи
Центр современного искусства  Луиджи Печчи (итал. Centro per l'arte contemporanea Luigi Pecci) — художественный музей в Прато, Тоскана, Италия, посвящённый современному искусству.
Миссия художественного центра — сохранение и продвижение произведений современного искусства, организация выставок и образовательных мероприятий.

## История и деятельность

Энрико Печчи

Центр был построен архитектором Итало Гамберини (также автор рядом построенной художественной галереи Galleria Farsetti) по поручению промышленника из города Прато — Энрико Печчи (Enrico Pecci) в память о его рано умершем сыне Луиджи (Luigi Pecci).
Первоначальный проект центра был разработан проект в сотрудничестве с инженером Аттилио Маззони (Attilio Mazzoni) и представлен городскому муниципалитету в конце 1978 года. В 1981 году была утверждена планировка здания музея и выбран участок для его постройки, принадлежащий компании, управляющим директором которой являлся Энрико Печчи. Итало Гамберини было поручено подготовить окончательный вариант проекта и последующую его реализацию. Городское архитектурное решение было подготовлено к декабрю 1981 года, разрешение на строительство после консультаций и согласований было готово 28 февраля 1984 года. Строительные работы начались в 1985 году и окончательно завершились в начале 1988 года. Официально Центр современного искусства  Луиджи Печчи был открыт 25 июня 1988 года с первой панорамной экспозицией Europa oggi.

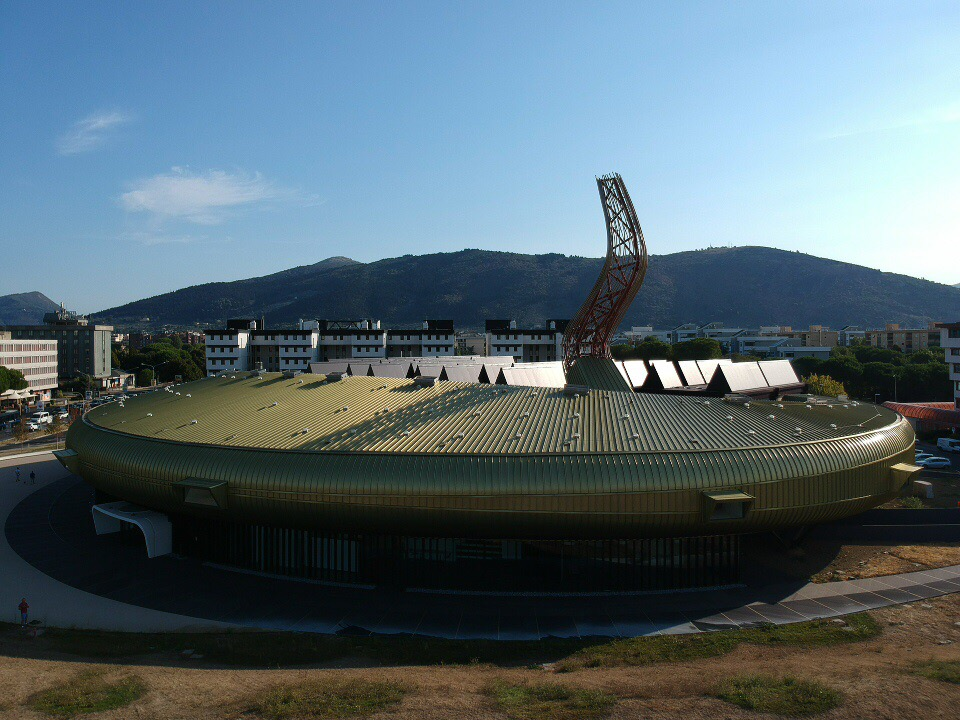
Новое здание художественного центра

Первоначальная структура художественного центра в Прато, вдохновленная многоцелевой моделью Центра Жоржа Помпиду в Париже, включала в себя:  выставочное пространство; центр информации и документации по изобразительному искусству с библиотекой; департамент образования с экспериментальной дидактикой Бруно Мунари; актовый зал и амфитеатр для проведения встреч и конференций; архив. Постоянная коллекция музея была сфокусирована на итальянских и зарубежных работах современных художников. С середины 2000-х годов под председательством президента Вальдемаро Беккалья (Valdemaro Beccaglia), начались разработки по расширению центра, заказав его новый проект архитектору Морису Нио (Maurice Nio). Реконструкцию центра Морис Нио окончил в 2016 году, создав новое здание в форме буквы «U» с амфитеатром под открытым небом вместимостью 800 человек в центре. Дополнительно были созданы сад скульптур и специальность и новая площадка для проведения временных выставок.

## Коллекция
В настоящее время в Центре современного искусства  Луиджи Печчи имеются несколько выставочных залов общей площадью более 3000 м². Художественная коллекция включает в себя около тысячи работ (живопись и скульптура, а также фигурные стихи и визуальная поэзия), выполненных с 1950-х годов по настоящее время. Особого внимания заслуживают работы Арте повера и трансавангарда, а также художников из бывшего СССР.
В экспозиции представлены: Вито Аккончи, Нобуёси Араки, Стефано Ариенти, Паоло Каневари, Лорис Чеккини, Энцо Кукки, Ян Фабр, Лучо Фонтана, Пьеро Джиларди, Дмитрий Гутов, Эмилио Изгро, Илья Кабаков, Аниш Капур, Яннис Кунеллис, Барбара Крюгер, Сол Левитт, Элизео Маттиаччи, Фаусто Мелотти, Марио Мерц, Лилиана Моро, Роберт Моррис, Уго Мулас, Бруно Мунари, Герман Нич, Джулиан Опи, Анатолий Осмоловский, Доменико Паладино, Джулио Паолини, Джанни Петтена, Микеланджело Пистолетто, Джулиан Шнабель, Даниэль Шпёрри, Мауро Стаччоли, Массимо Витали, Эрвин Вурм, Гилберто Зорио и другие художники современности.